# ジョルジ・フォンセカ
ジョルジ・イヴァエル・ロドリゲス・ダ・フォンセカ（Jorge Ivayr Rodrigues da Fonseca  1992年10月30日- ）は、ポルトガルの柔道選手。サントメ・プリンシペ出身。階級は100kg級。身長174cm。

## 経歴
2013年のU23ヨーロッパ選手権100kg級で優勝した。2015年にはグランドスラム・バクーで3位になった。2016年のリオデジャネイロオリンピックでは2回戦で今大会優勝したチェコのルカシュ・クルパレクを指導2でリードするも、終盤に技ありを取られて逆転負けを喫した。2017年のグランドスラム・パリでは準決勝で日本の飯田健太郎に内股で逆転負けするも3位になった。2018年の世界選手権では7位だったが、グランドスラム・大阪では敗者復活戦で飯田を破るなどして3位となった。2019年の世界選手権では準々決勝で世界ランキング1位であるジョージアのヴァルラーム・リパルテリアニ、準決勝でリオデジャネイロオリンピック銀メダリストであるアゼルバイジャンのエルマール・ガシモフをそれぞれ破ると、決勝ではロシアの強豪ニヤス・イリアソフを破って、ポルトガルの選手として初めて世界チャンピオンとなった。その後は一時期低迷したが、2021年の世界選手権では決勝でセルビアのアレクサンダル・クコルを小内刈で破るなどオール一本勝ち(初戦から決勝まで一度もGSに突入していない)で圧倒的な強さで世界選手権2連覇を果たした。7月に日本武道館で開催された東京オリンピックには優勝候補として挑むと、2回戦でベルギーのトマ・ニキフォロフ、準々決勝でイリアソフをそれぞれ破るも、準決勝で元世界チャンピオンの韓国のチョ・グハムに技ありで敗れた。しかし、その後の3位決定戦には勝利して銅メダルを獲得した。2024年の世界選手権では5位だった。パリオリンピックでは2回戦でウルフ・アロンに内股で敗れた。
IJF世界ランキングは3417ポイント獲得で5位(24/5/6現在)。

## 主な戦績
- 2013年 - U23ヨーロッパ選手権　優勝
- 2014年 - アジアオープン・台北　優勝
- 2014年 - グランプリ・ザグレブ　3位
- 2014年 - ヨーロッパオープン・リスボン　優勝
- 2014年 - U23ヨーロッパ選手権　3位
- 2015年 - グランプリ・ザグレブ　3位
- 2015年 - グランドスラム・バクー　3位
- 2016年 - グランプリ・トビリシ　3位
- 2016年 - グランプリ・ザグレブ　2位
- 2017年 - グランドスラム・パリ　3位
- 2017年 - グランドスラム・東京　5位
- 2017年 - ワールドマスターズ　5位
- 2018年 - グランドスラム・デュッセルドルフ　3位
- 2018年 - グランプリ・アガディール　2位
- 2018年 - グランプリ・トビリシ　3位
- 2018年 - 世界選手権　7位
- 2018年 - グランドスラム・大阪　3位
- 2018年 - ワールドマスターズ　5位
- 2019年 - ヨーロッパ競技大会団体戦　2位
- 2019年 - グランプリ・ザグレブ　3位
- 2019年 - 世界選手権　優勝
- 2020年 -　グランドスラム・ブダペスト　3位
- 2020年 - ヨーロッパ選手権　3位
- 2021年 -　世界選手権 優勝
- 2021年 -　東京オリンピック　3位
- 2022年 -　グランプリ・アルマダ 優勝
- 2022年 -　ヨーロッパオープン・プラハ 優勝
- 2022年 -　グランドスラム・アンタルヤ　優勝
- 2022年 -　グランドスラム・ウランバートル　2位
- 2023年 -　グランプリ・ザグレブ 2位
- 2024年 -　グランプリ・リンツ　2位
- 2024年 -　グランドスラム・アンタルヤ　優勝
- 2024年 - グランドスラム・アスタナ　3位
- 2024年 - 世界選手権　5位

(出典、JudoInside.com)